# فين ويلي سورينسن
فين ويلي سورينسن (بالدنماركية: Finn Willy Sørensen)‏ (9 مايو 1941 بكوبنهاغن في الدنمارك - 23 مارس 2019) هو مدرب كرة قدم ولاعب كرة قدم دانمركي في مركز الدفاع. شارك مع منتخب الدنمارك تحت 21 سنة لكرة القدم. أما مع النوادي، فقد لعب مع واشنطن ويبس وبولدكلوبن فرم.

## وصلات خارجية
- فين ويلي سورينسن على موقع قاعدة بيانات كرة القدم.إي يو (الإنجليزية)
- فين ويلي سورينسن على موقع عالم كرة القدم.نت (الإنجليزية)